# 串間市立図書館
串間市立図書館（くしましりつとしょかん）は、宮崎県串間市にある市立図書館である。

## 概要
串間市文化会館、串間市アクティブセンターと隣接し位置する。
1992年（平成4年）に現在地に移転し、串間市立図書館として新たに建設された。当時の収蔵能力は、開架書庫約4万冊、閉架書庫約4万冊、BM（移動図書館）書庫約2万冊。。
本館に収蔵図書のほか、「マイラインサービス」によって宮崎県立図書館の収蔵図書も借りることができる。

## 沿革
- 1976年（昭和51年）4月1日 ‐ 設立
- 1992年（平成4年）
  - 3月 - 現・串間市立図書館の建設に着工
  - 11月 - 完成
- 1993年（平成5年）4月18日 - 現在地に開館

## 利用について
居住地を問わず誰でも利用することができ、貸出カードをつくることができる。返却や予約本の受取については、館内カウンターの他、串間市内の一部のコンビニエンスストアからでも可能となっている。

## その他
- 2018年11月18日、宮崎県串間をウィキペディアの街へということで、イベント「ウィキペディアタウン in 串間」が、宮崎県串間市の串間市立図書館で開催された[2]。
- 2017年4月に串間市内の6つの中学校が統合・再編される際、新しい学校図書館づくりにおいて串間市立図書館が6中学校分のデータ化や選書・配架等に協力した。新設された串間市立串間中学校の魅力のある図書館づくりに積極的に参画し、協働して整備を進めた[3]。